# جی‌جی ۱۲۱۴ بی
جی‌جی ۱۲۱۴ بی یا گلیس ۱۲ بی (انگلیسی: GJ 1214 b) با نام رسمی (Enaiposha) یک سیاره فراخورشیدی است که به دور ستاره جی‌جی ۱۲۱۴ می‌چرخد و در دسامبر ۲۰۰۹ کشف شد. ستاره مادر آن در فاصله ۴۸ سال نوری از خورشید، در صورت فلکی مارافسای قرار دارد. از سال ۲۰۱۷، جی‌جی ۱۲۱۴ بی محتمل‌ترین نامزد شناخته شده برای سیاره اقیانوسی بودن است. به همین دلیل، بیشتر دانشمندان این سیاره را «جهان آب» می‌نامند.
این سیاره فراخورشیدی یک ابرزمین است، به این معنی که از زمین بزرگتر است، اما به‌طور قابل توجهی کوچکتر (از نظر جرم و شعاع) از غول‌های گازی منظومه شمسی است. پس از کوروت- ۷بی، این دومین ابرزمین بود که جرم و شعاع آن اندازه‌گیری شد و اولین سیاره از دسته جدیدی از سیارات با اندازهٔ کوچک و چگالی نسبتاً کم است. جی‌جی ۱۲۱۴ بی همچنین به این دلیل مهم است که ستاره مادر آن نسبتاً نزدیک خورشید است و از آن ستاره مادر عبور می‌کند که امکان مطالعه جو سیاره را با استفاده از روش‌های طیف‌سنجی فراهم می‌کند.
در دسامبر ۲۰۱۳، ناسا گزارش داد که ممکن است وجود ابرهایی در جو جی‌جی ۱۲۱۴ بی شناسایی شده باشند.

## نامگذاری
در اوت 2022، این سیاره و ستاره ی میزبان آن در میان 20 سیستمی قرار گرفتند که توسط سومین پروژه NameExoWorlds نامگذاری شدند.[14] اسامی تایید شده، پیشنهاد شده توسط تیمی از کنیا، در ژوئن 2023 اعلام شد. جی‌جی ۱۲۱۴ بی به نام Enaiposha و ستاره میزبان آن Orkaria نامگذاری شده است، پس از کلمات Maa برای حجم بزرگ آب و برای اخرایی قرمز، که به احتمال زیاد اشاره دارد٬ ترکیب سیاره و رنگ ستاره.